# Amine Aksas
Amine Aksas (en arabe : أمين أكساس), né le 5 mars 1983 à Alger, est un footballeur algérien  évoluant au poste de défenseur. Après avoir raccroché les crampons, il se reconvertit comme entraîneur.

## Biographie
Avec les clubs du CR Belouizdad et de l'ES Sétif, il participe à la Coupe de la confédération.

## Palmarès
- ES Sétif
  - Champion d'Algérie en 2009

- MC Alger
  - Vainqueur de la Coupe d'Algérie en 2014
  - Vainqueur de la Supercoupe d'Algérie en 2014